# ماري إليزابيث لي
ماري إليزابيث لي (بالإنجليزية: Mary Elizabeth Lee)‏ هي كاتِبة أمريكية، ولدت في 23 مارس 1813 في تشارلستون في الولايات المتحدة، وتوفي بنفس المكان في 23 سبتمبر 1849.